# Scopula uninotata
Scopula uninotata är en fjärilsart som beskrevs av W. Warren 1897. Scopula uninotata ingår i släktet Scopula och familjen mätare. Inga underarter finns listade.